# Kızıltepe
Kızıltepe (en kurdo: Qoser) es una ciudad en el distrito homónimo de la provincia de Mardin en Turquía. La ciudad está poblada principalmente por kurdos de la tribu kîkan y tenía una población de 184 124 en 2021.

## Gobierno
En las elecciones locales de marzo de 2019, Nilüfer Elik Yılmaz fue elegida alcaldesa, pero el 15 de noviembre de 2019 fue despedida y se nombró un administrador. El gobernador de distrito actual es Huseyn Cam, quien también fue nombrado como el administrador designado por el Estado.

## Historia
La ciudad tiene una gran mezquita del siglo XIII construida por los artúquidas.
El 1 de julio de 1915, durante el genocidio, hubo una masacre en la que su población cristiana fue asesinada por milicianos y kurdos. En torno a setenta mujeres fueron violadas en la iglesia y posteriormente ejecutadas. Hombres, mujeres y niños fueron asesinados indiscriminadamente y muchas víctimas fueron decapitadas. Tras la masacre, mujeres kurdas apuñalaron a los supervivientes hasta la muerte. Rafael de Nogales visitó la ciudad semanas después y encontró "cadáveres apenas cubiertos con montones de piedra de los que sobresalían mechones ensangrentados o brazos y piernas roídos por las hienas".
A finales de la década de 1980 existía un campo de refugiados para los kurdos que huían de la persecución de Saddam Hussein.
También fue escenario de enfrentamientos entre manifestantes kurdos y policías antidisturbios de Turquía en 2006. En Kızıltepe se han impuesto numerosos toques de queda en el pasado.
Kızıltepe, con 48.8 °C el 14 de agosto de 1993, ostenta el récord de temperatura más alta jamás registrada en Turquía.

## Personas destacadas
- Selma Irmak (1971–), política kurda.